# Serranochromis robustus
Serranochromis robustus är en fiskart som först beskrevs av Günther, 1864.  Serranochromis robustus ingår i släktet Serranochromis och familjen Cichlidae. IUCN kategoriserar arten globalt som livskraftig.

## Underarter
Arten delas in i följande underarter:
- S. r. robustus
- S. r. jallae